# Chiesa dell'Immacolata (Dro)
La chiesa dell'Immacolata è la parrocchiale di Dro, nella Valle del Sarca in Trentino. Appartiene all'ex-decanato di Arco dell'arcidiocesi di Trento e risale al XIX secolo.

## Storia

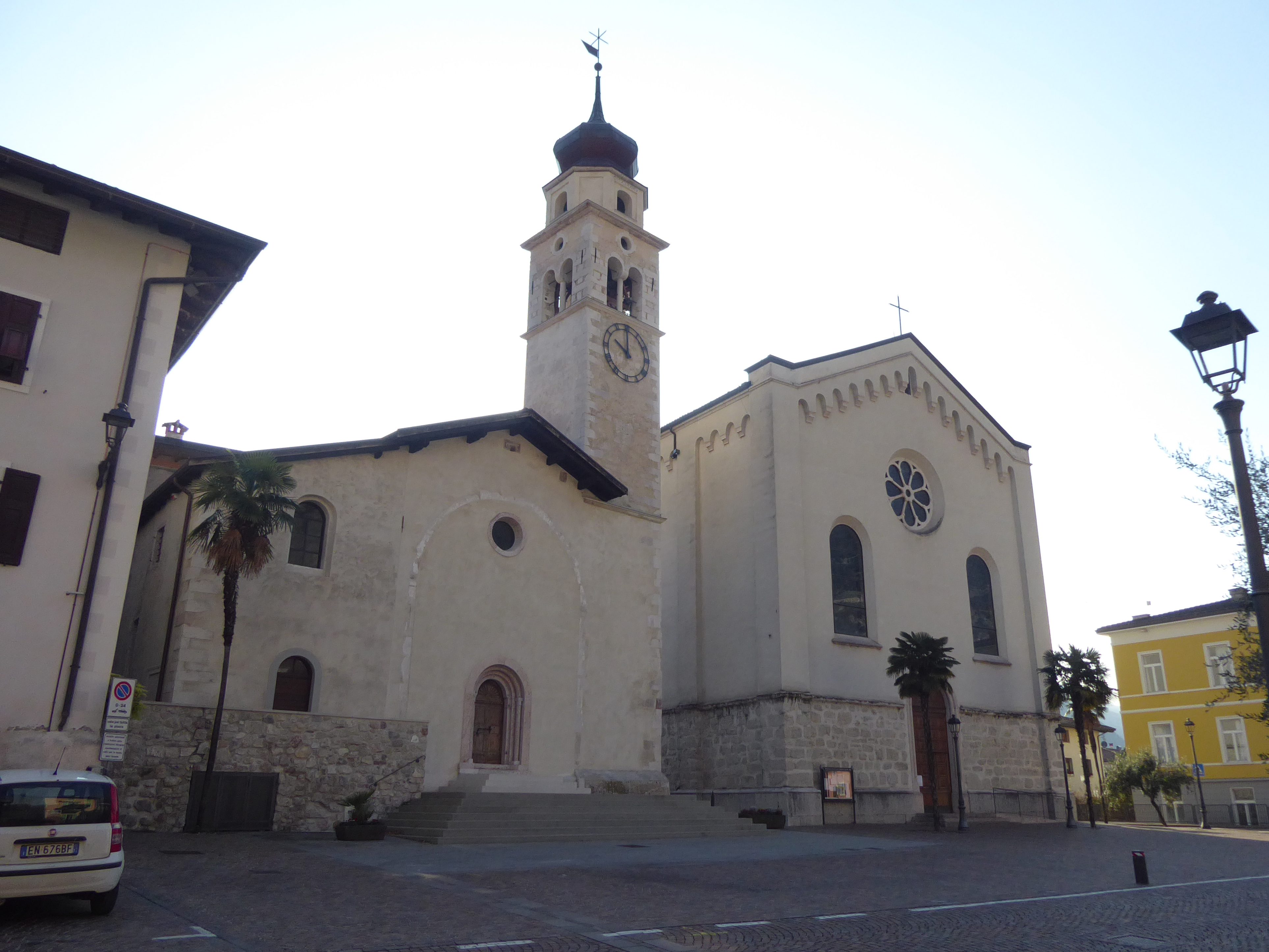
Piazza di Dro con le due chiese dei Santi Sisinio, Martirio e Alessandro e dell'Immacolata affiancate.

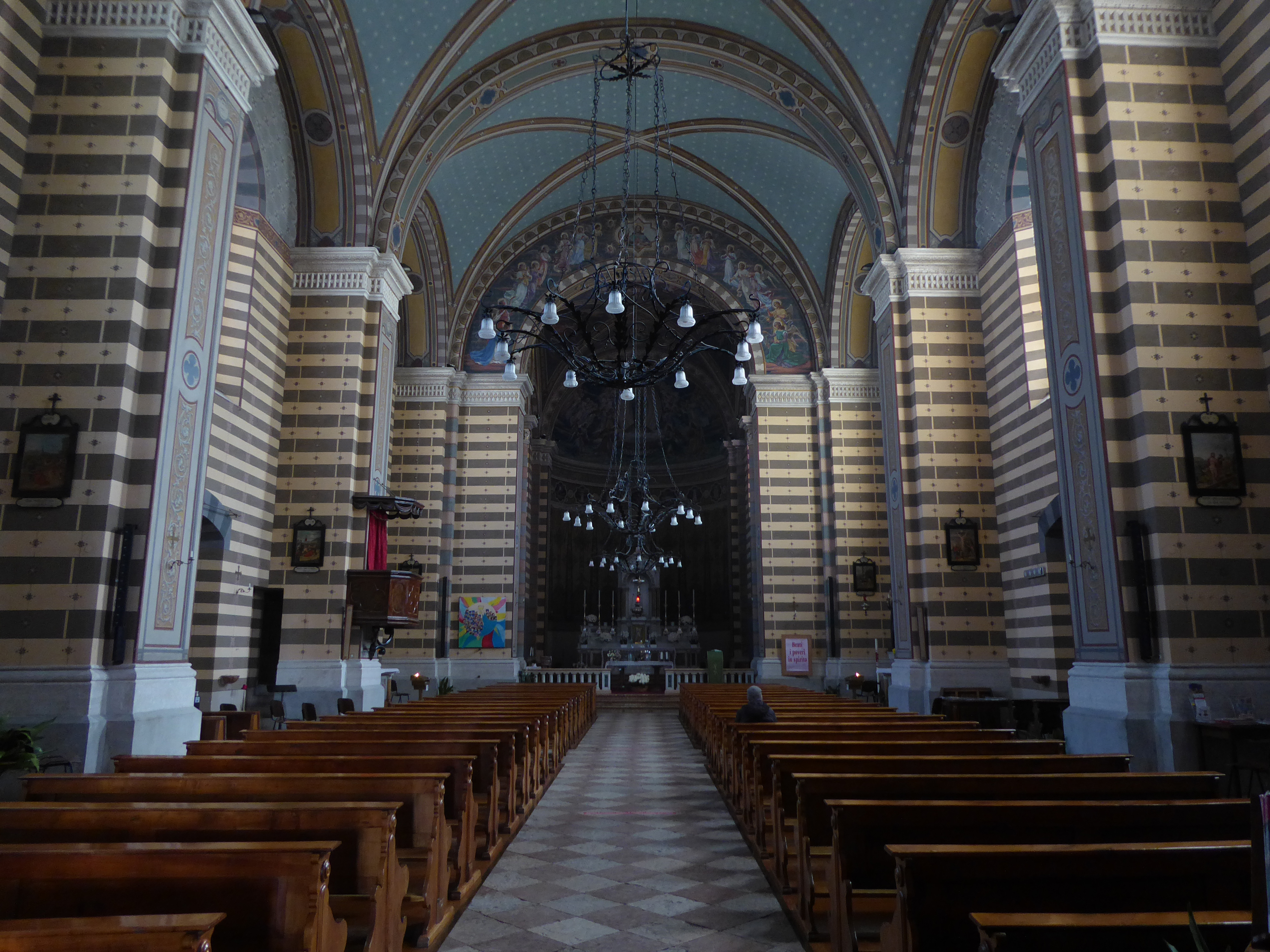
Interno

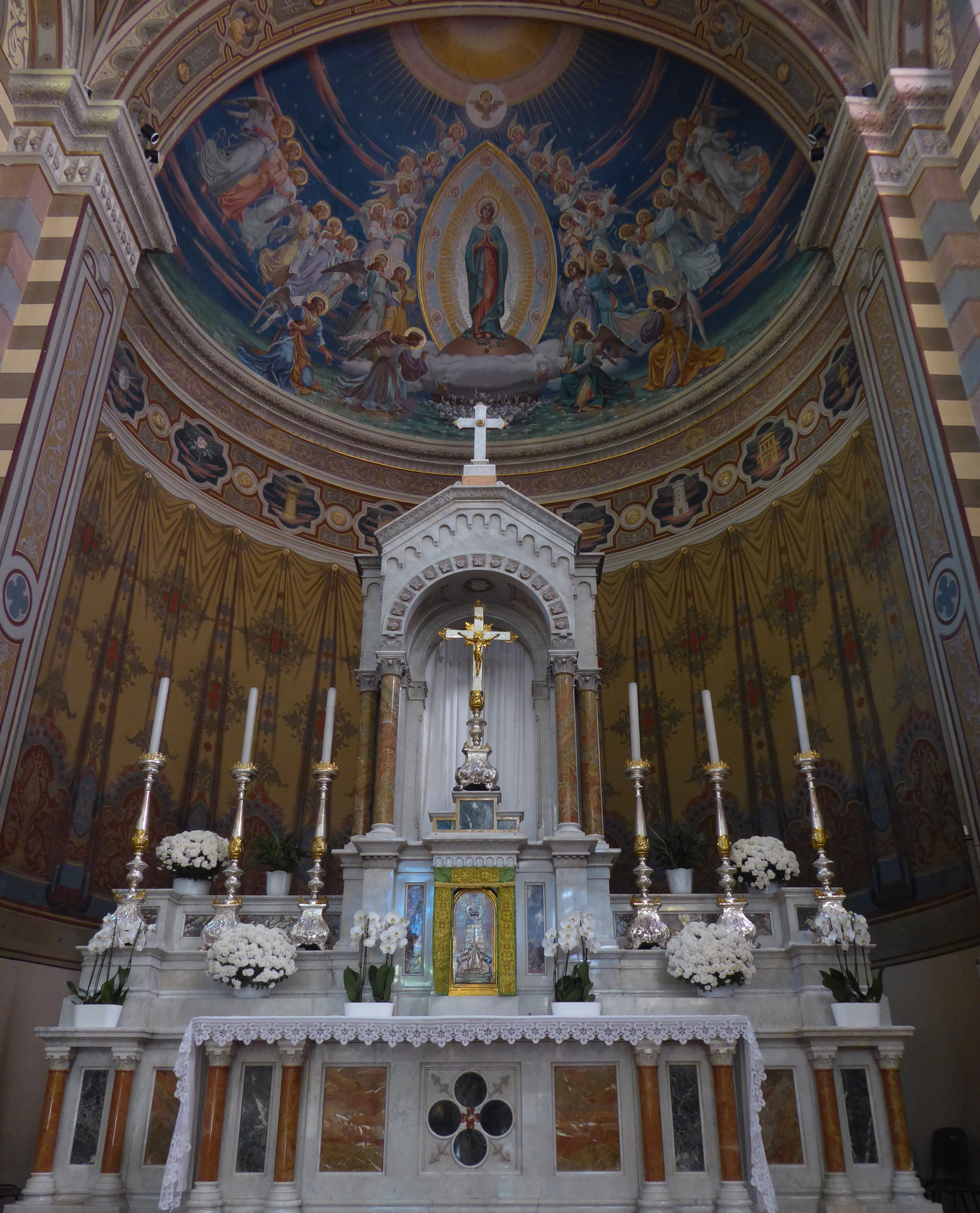
Altare maggiore e decorazioni dell'abside

La costruzione di un nuovo edificio religioso a Dro venne finanziata, nelle sue prime fasi, da un lascito testamentario del droense Antonio Malfer. Nel 1831 il curato Quinto Baldi curò che tali volontà venissero rispettate ma non ebbe subito successo perché pochi anni più tardi scoppiò un'epidemia di peste. Solo nel 1853 fu presentato un primo progetto. L'antica chiesa curaziale avrebbe dovuto essere demolita assieme ad alcune abitazioni private ma questo primo progetto, di Antonio Conci, non fu accettato e se ne preferì un altro, presentato da Michele Mayer di Trento.
Poco dopo la metà del XIX secolo quindi iniziarono i lavori per la nuova chiesa, che procedettero con difficoltà a causa dei limitati fondi a disposizione. La chiesa venne ultimata solo nel 1876. L'antica chiesa, dedicata ai santi Sisinnio, Martirio e Alessandro venne nel frattempo comunque parzialmente demolita e la nuova chiesa dedicata all'Immacolata venne benedetta all'inizio del 1877.
La consacrazione solenne, da parte del vescovo di Trento Eugenio Carlo Valussi, ci fu nel 1896. All'inizio del XX secolo la chiesa venne decorata sia nelle volte sia nel presbiterio, e nel 1914 ebbe la dignità di chiesa parrocchiale, mentre in precedenza era stata chiesa sussidiaria della pieve di Arco. Nel primo dopoguerra venne completamente ristrutturata, e furono riparati i danni subiti durante il conflitto.

## Descrizione

### Esterni
Il tempio si affaccia sulla piazza principale di Dro e mostra orientamento a sud-est. La facciata con due spioventi è caratterizzata da lesene laterali sporgenti e dallo zoccolo in pietra. Il portale è centinato ed è sovrastato, in asse, dal grande rosone che porta luce alla sala con le due grandi finestre anteriori e le altre tre poste nella facciata laterale di destra.

### Interni
La pianta è rettangolare a navata unica e la sala è ampliata da sei cappelle laterali. Il presbiterio è leggermente rialzato. Le pareti sono arricchite di decorazioni ad affresco.